# Jamkhandi
Jamkhandi fou un estat tributari protegit de l'Índia a l'agència de Kolhapur i Sud del País Maratha, presidència de Bombai, amb una superfície de 1357 km² i població el 1881 de 83.917 persones (102.346 deu anys abans) i el 1901 de 105.357 persones. L'estat estava format per 8 ciutats (6 municipalitats) i 79 pobles, i amb un 87% d'hindús i 10% de musulmans. La capital era Jamkhandi (ciutat), municipalitat amb 13.029 habitants el 1901 (12.492 el 1872, i 10.409 el 1881) on es feia una fira anual dedicada al deu Uma Rameshwar que durava sis dies.
L'estat fou concedit pel peshwa maratha (vers 1722) a un membre de la família Patvardhan (bramans de casta i sardars o nobles de primera classe) que va patir algunes divisions, i el 1808 (efectiu el 1811) fou dividit en dos porcions: Tasgaon i Jamkhandi. Tasgaon va passar als britànics per lapse (extinció de la línia sense hereu directe) el 1848. Va rebre posteriorment un sanad permetent l'adopció; la successió segueix la norma de la primogenitura. El seu exèrcit el 1900 era de 43 cavallers i 214 infants però uns anys abans era de 852 infants i 57 cavallers. Pagava un tribut al govern britànic de 20.516 rúpies i els ingressos eren propers als 5 lakhs. El 1918 va obtenir salutació de 9 canonades.

## Llista de governants
- Har Bhat Patwardhan 1733-1750
- Balam Bhat Patwardhan
- Raghunath Bhat Patwardhan
- Bramhibhoot Harbhat Buva Patwardhan
- Shrimant TRIMBAKRAO I APPASAHEB PATWARDHAN, branca de Kurundwad.
- Sardar Govind Hari Patwardhan, branca de Miraj (1801 reanomenada Sangli)

### Branca de Jamkhandi
- Shrimant GOPAL RAO RAMCHANDRA RAO PATWARDHAN 1811-1840
- Shrimant RAMCHANDRA RAO GOPAL RAO (APPA SAHIB) PATWARDHAN 1840-1897 (adoptat 18 de novembre de 1840, reconegut el 7 de gener de 1853) (+ 12 de gener de 1897)
- Sir Shrimant PARASHURAM RAO RAMCHANDRA RAO I (DHAJISAHEB) PATWARDHAN, 1897-1924 (proclamat 4 de juny de 1903, + 25 de febrer de 1924
- Raja Saheb Shrimanta SHANKARRAO PARASHURAMRAO (APPASAHEB) PATWARDHAN (fill) 1924-1947 (+ 22 d'agost de 1947)
- Raja Saheb Shrimant PARSHURAM RAO II PATWARDHAN (fill) 1947-1952, va accedir a l'Índia el 19 de febrer de 1948 (+ 18 de desembre de 1953).